# Протесты в Таиланде (2020–2021)
Продолжавшиеся в Таиланде акции протеста представляли собой серию демонстраций против правительства Прают Чан-Оча. Протестующие выдвигали требования о реформе тайской монархии. Первоначально протесты были вызваны роспуском «Партии будущего» в конце февраля 2020 года. Эта первая волна протестов проходила исключительно в академических кампусах и была остановлена пандемией COVID-19.
Протесты снова вспыхнули 18 июля в ходе большой демонстрации, организованной под эгидой «Свободной молодежи» у Монумента демократии в Бангкоке. Правительству были предъявлены три требования: отставка кабинета министров, роспуск парламента и разработка новой конституции. Июльские протесты были вызваны воздействием пандемии COVID-19 и исполнением Указа о чрезвычайном положении.
3 августа две студенческие группы публично выступили с требованиями реформирования монархии, что привело к арестам. Через неделю было объявлено десять требований о реформе монархии. Оппозиционные политические партии выдвинули предложения по реформированию Конституции, и был создан парламентский форум для диалога с предложениями о реформе монархии, впервые в современную эпоху, когда этот вопрос был поднят в парламенте Таиланда.
Ответные меры правительства включали предъявление уголовных обвинений с использованием Указа о чрезвычайном положении, произвольное задержание и запугивание со стороны полиции, развертывание информационной войны, цензуру в СМИ и мобилизацию проправительственных и роялистских групп, которые обвиняли протестующих в получении поддержки со стороны иностранных правительств или НПО в рамках «глобального заговора против Таиланда». Правительство приказало ректорам университетов помешать студентам требовать реформы монархии и выявить лидеров студенческого протеста, предупредив, что их требования могут привести к преследованиям.

## Предыстория

### Возникновение кризиса
Как лидер хунты Национального совета для мира и порядка (НСМП), в результате государственного переворота в Таиланде в 2014 году к власти пришёл Прают Чан-Оча, который в конечном итоге был назначен премьер-министром. НСМП беспрепятственно управлял страной в течение пяти лет, в течение которых политические и гражданские права были ограничены, а экономическое неравенство увеличивалось. После спорного, несвободного и несправедливого референдума в 2016 году, новая конституции породила множество антидемократических элементов, в том числе хунта назначила сенат, который обладал решающим голосом при выборе премьер-министра в течение пяти лет, то есть военные смогут выбрать ещё двух премьер-министров в будущем. Это также обязывает будущие правительства соблюдать 20-летнюю «дорожную карту» национальной стратегии, изложенную НСМП, эффективно закрепляя страну на два десятилетия в управлении за вооруженными силами.
Всеобщие выборы в Таиланде в 2019 году, которые считались «частично свободными и несправедливыми» и представляли собой электоральный авторитаризм, описывались как «политический ритуал», номинально положивший конец НСМП. Однако политическая система в стране так и осталось в военно-гражданском мьянманском стиле. «Народная государственная партия власти Таиланда» (также известная как Паланг Прачарат) продолжила политику НСМП. Коалиционное правительство состоит из сторонников Праюта и небольших партий, которые извлекли выгоду из многочисленных технических интерпретаций закона о выборах контролируемой военными Избирательной комиссией, включая 44-дневный перерыв, в то время как законы о выборах были также интерпретированы так, чтобы предоставить военной партии большинство в парламенте через коалицию. С помощью механизмов НСМП Прают Чан-Оча назначил союзников в Сенат, Конституционный суд, различные конституционные организации, включая Избирательную комиссию и Национальную комиссию по борьбе с коррупцией, а также должностных лиц на уровне местных органов власти. Внести существенные поправки в Конституцию практически невозможно, так как это потребует как поддержки Сената, так и референдума. Многие генералы, а также люди, имеющие историческими связями с организованной преступностью, например, Тамманат Промпао, занимают ключевые министерские должности.
На всеобщих выборах 2019 года оппозиционная «Партия будущего» была хорошо встречена прогрессивными и молодыми людьми, которые рассматривали её как альтернативу традиционным политическим партиям. Это выявило социально-политический раскол между тайской молодёжью и правящей тайской геронтократией. После одиннадцати месяцев существования коалиции, «Партия будущего» была распущена Конституционным судом, поскольку Палата представителей по инициативе этой партии собиралась обсуждать вотум недоверия премьер-министру. Бывшие члены «Партии будущего» выявили коррупцию правящего режима и активно разоблачали причастность хунты к скандалу с 1MDB.

### Основные причины
Основными причинами недовольства, которые выявила «Партия будущего», стали отсутствие права на аборт, авторитаризм в тайских школах (в том числе дедовщина), застой в системе образования, проблема с трудовыми правами (слабое профсоюзное движение), ситуация в военной сфере (например, призыв в армию и раздутый оборонный бюджет), монополии (например, на алкоголь) и несоблюдение прав женщин.
Со времени предыдущего правителя король значительно увеличил личное богатство и власть, что сделало его одним из самых богатых монархов мира. Он также стал публично вмешиваться в политические дела. Маха Вачиралонгкорн публично высказал своё мнение по Конституции. В 2018 году ему было предоставлено право собственности на королевские активы от Королевского бюро недвижимости, которые ранее по закону считались государственными. Король также объединил Тайный совет, Управление королевского двора и Управление королевской безопасности в единый личный кабинет, а в 2020 году правительство, по-видимому, действуя от его имени, передало два армейских подразделения в его личное командование.
Накануне выборов 2019 года Вачиралонгкорн выпустил королевское объявление, призывающее людей голосовать за «хороших людей» (что на тайском языке: คน ดี; то есть партии хунты), которое было повторно транслировано на следующее утро. Это вызвало массовую, немедленную отрицательную реакцию в Твиттере со стороны тайской молодёжи, использующей хэштег «Мы взрослые и можем выбирать сами» (на тайском: โต แล้ว เลือก เอง ได้). После выборов 19 июля 2019 года, когда новый кабинет был приведён к присяге, они присягнули на верность монархии, но не перед конституцией и, несмотря на протесты, не исправили то, что многие сочли серьёзным нарушением. Впоследствии, на церемонии 27 августа, каждому министру было вручено послание поддержки от короля в рамке. Его также обвинили в переписывании истории, поскольку были снесены памятники, связанные с Кханой Ратсадон и сиамской революцией 1932 года.

Применение закона об оскорблении Его величества вызвал споры. Число случаев его применения достигло беспрецедентного масштаба после переворота 2014 года. Критики рассматривали его как политическое оружие для подавления инакомыслия и ограничения свободы слова. Несмотря на то, что с 2018 года по этой статье не было новых дел, как сказал Прают, по желанию короля, вместо него были применены другие законы о безопасности, такие как Закон о подстрекательстве к мятежу, Закон о компьютерных преступлениях или преступлениях, связанных с членством в организованной преступной группе. В июне 2020 года исчезновение Ванчалеарма Сатсаксита, предположительно связанное с обвинениями в «оскорблении величия», привлекло внимание и сочувствие в сети. В июле 2020 года Тивагорн Вититон, который носил рубашку с лозунгом «Я потерял веру в монархию», был подвергнут карательной психиатрии.

### Сопутствующие события
Правительство ввело в действие Указ о чрезвычайном положении с 26 марта и ввело комендантский час в связи с пандемией COVID-19. Правительство дополнительно издало запрет на въезд для всех иностранцев. Несмотря на то, что меры были достаточно успешными, чему способствовала надёжная инфраструктура общественного здравоохранения, чрезвычайное положение и жёсткие экономические ограничения правительства не были отменены. Сильно пострадала значительная туристическая отрасль страны. Международный валютный фонд прогнозирует сокращение ВВП Таиланда на 6,7% в 2020 году. Правительство объявило о пакете помощи на сумму 1,9 триллиона батов (60 миллиардов долларов США), хотя на самом деле мало кто получил эту поддержку.
Незадолго до второй волны протестов, 15 июля, пользователи сети пришли в ярость из-за привилегированного обращения с «VIP-гостями», у которых позже был выявлен коронавирус, а также из-за неспособности правительства стимулировать развитие сильно пострадавшей индустрии туризма. В тот же день Прают Чан-Оча посетил провинцию Районг, где двое протестующих держали плакаты с призывом к его отставке. До прибытия премьера оба были немедленно арестованы и, как сообщается, избиты полицией, что привело в ярость многих пользователей Twitter.
Среди других резонансных событий были самоубийство старшего судьи из-за разочарования давлением военных на его решения, спекуляция медицинскими масками Тамманатом Промпао, задержка денежных переводов из-за COVID-19, одобрение правительством законопроекта о гражданском партнёрстве (который не признает равный статус однополых пар), и прекращение дела против наследника Red Bull Ворают Ювидхья.

## Ход событий

### Первая волна

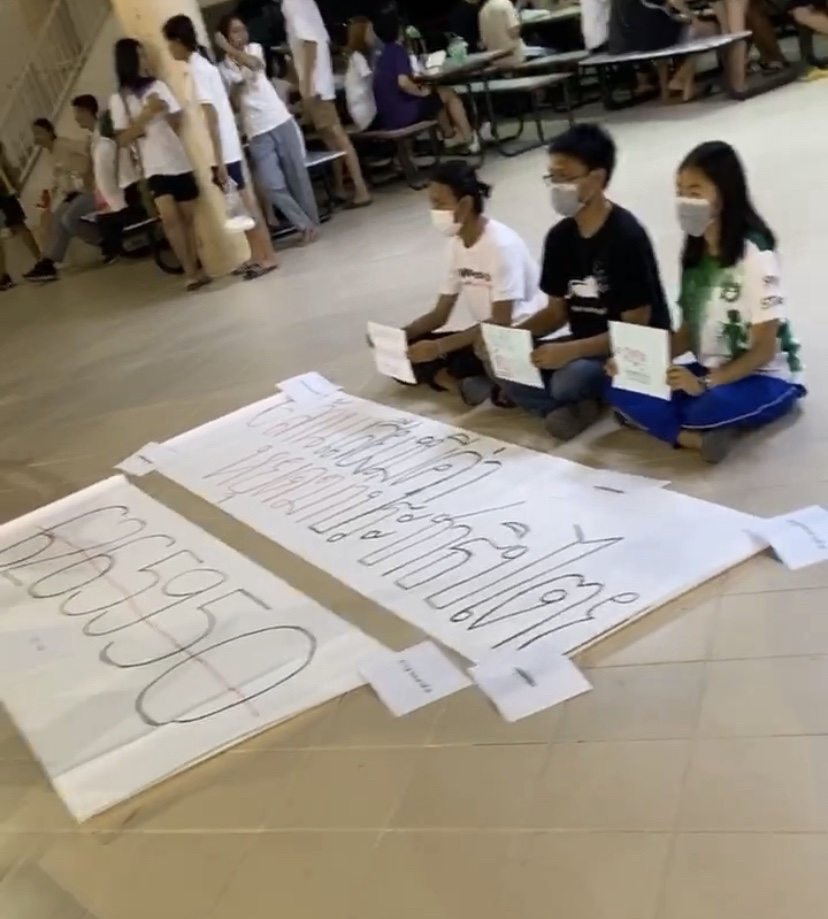
Протесты в кампусе Онгхарака Университета Сринакхаринвирот 25 февраля

Первая волна протестов была вызвана решением Конституционного суда о роспуске «Партии будущего», популярной среди молодёжи, 23 февраля 2020 года. С тех пор демонстрации разразились в различных школах, колледжах и университетах по всей стране. Организованные студентами протесты также сопровождались различными хештегами, уникальными для их учебных учреждений. Первые акции начались 24 февраля в Университете Таммасат, Университете Чулалонгкорна, Университете Рамакхамхаенг, Университете Касертарта и Университете Сринакхаринвирот. Старшеклассники также организовали акции протеста в школах Триам Удом Сукса и Суксанари. Однако протесты были ограничены отдельными учреждениями. Протесты, организованные исключительно в академических кругах, были остановлены в конце февраля из-за пандемии COVID-19, когда все университеты, колледжи и школы были закрыты.

#### Хештеги
Протесты характеризовались использованием социальных сетей, таких как TikTok и Twitter. Протестные хештеги появились в каждом образовательном учреждении. Например:
- Протесты в университете Чулалонгкорн использовали #เสาหลักจะไม่หักอีกต่อไป (букв. Столб больше не будет сломан; аналогия с лозунгом университета «столп земли»);
- Протесты в школе Триам Удом Сукса использовали #เกียมอุดมไม่ก้มหัวให้เผด็จการ (букв. Триам Удом не склоняется перед диктатурой);
- Протесты в Университете Сринахаринвирота (SWU) использовали #มศว คนรุ่นเปลี่ยน (букв. SWU — генерация изменений).

Некоторые упомянули о своём отвращении к провоенным консерваторам (получившим наименование Салим - สลิ่ม; слово произошло от тайского десертного сарима), например
- Протесты в Университете Касетсарт (KU) использовали #KUไม่ใช่ขนมหวานราดกะทิ (KU — это не десерт из кокосового молока [имеется в виду сарим]);
- Протесты в Университете Хон Каен (KKU) использовали #KKUขอโทษที่ช้าโดนสลิ่มลบโพสต์  (KKU сожалеет об опоздании; [наши] сообщения были удалены салимом);
- Протесты в Университете Махидол (расположенном в Салае) использовали #ศาลายางดกินของหวานหลายสี (Салая перестает есть разноцветный десерт [имеется в виду сарим]);
- Протесты в Технологическом институте короля Монгкута (Phra chom klao) использовали #พระจอมเกล้าชอบกินเหล้าไม่ชอบกินสลิ่ม (Phra chom klao любит употреблять спиртные напитки, но не салим).

### Вторая волна

#### Три требования

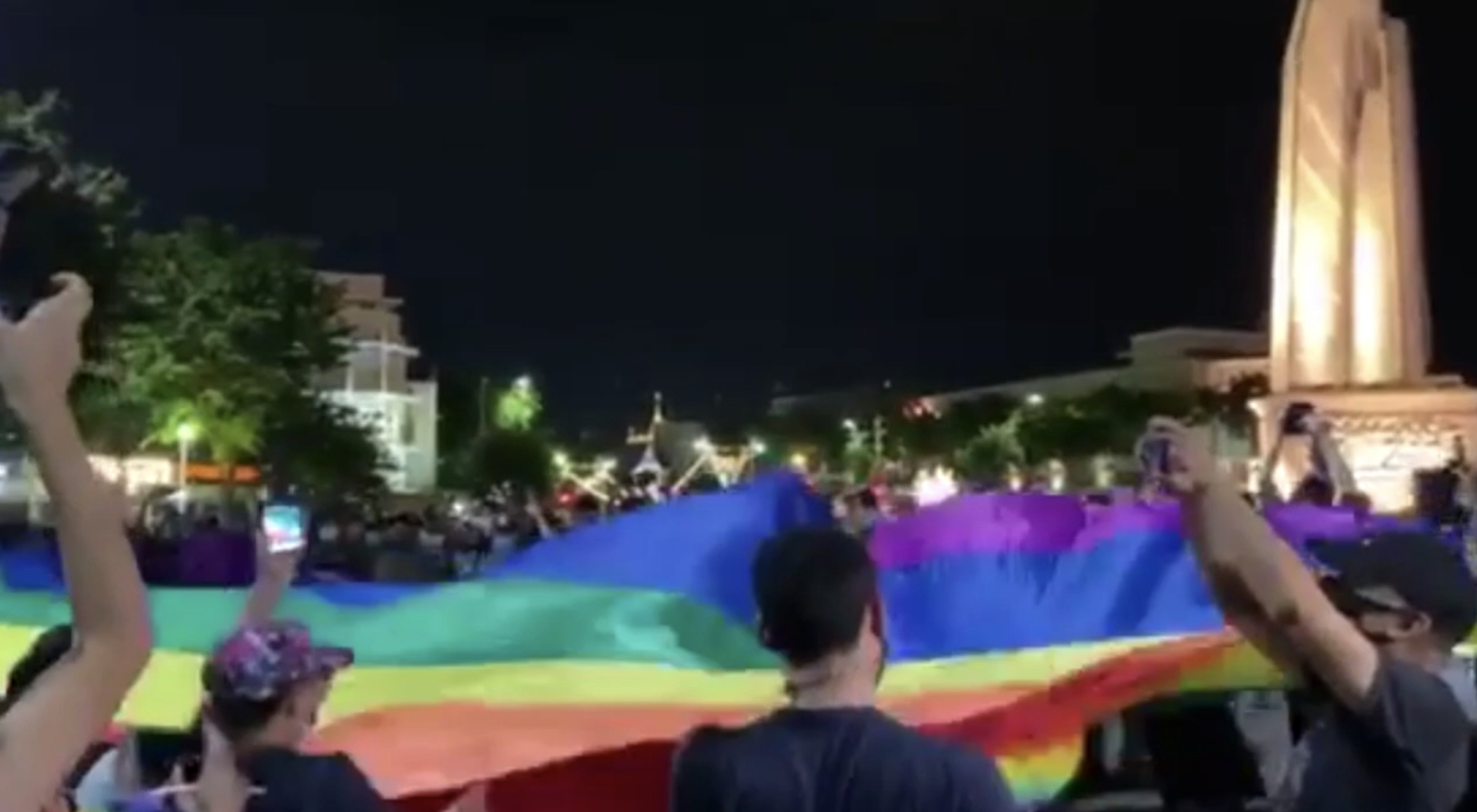
Протест группы «Сери Той» под флагом ЛГБТ 25 июля

18 июля в Таиланде прошла самая крупная уличная демонстрация со времен государственного переворота 2014 года. У Монумента демократии в Бангкоке, собрались около 2500 протестующих. Демонстранты, организованные «Свободной молодёжью», объявили три основных требования к правительству: роспуск парламента, прекращение запугивания людей и разработку новой конституции. Лидер «Свободной молодёжи» заявил, что они не стремятся свергнуть монархию. Планировалось, что митинг продлится всю ночь, но к полуночи соображений безопасности он был прекращён.

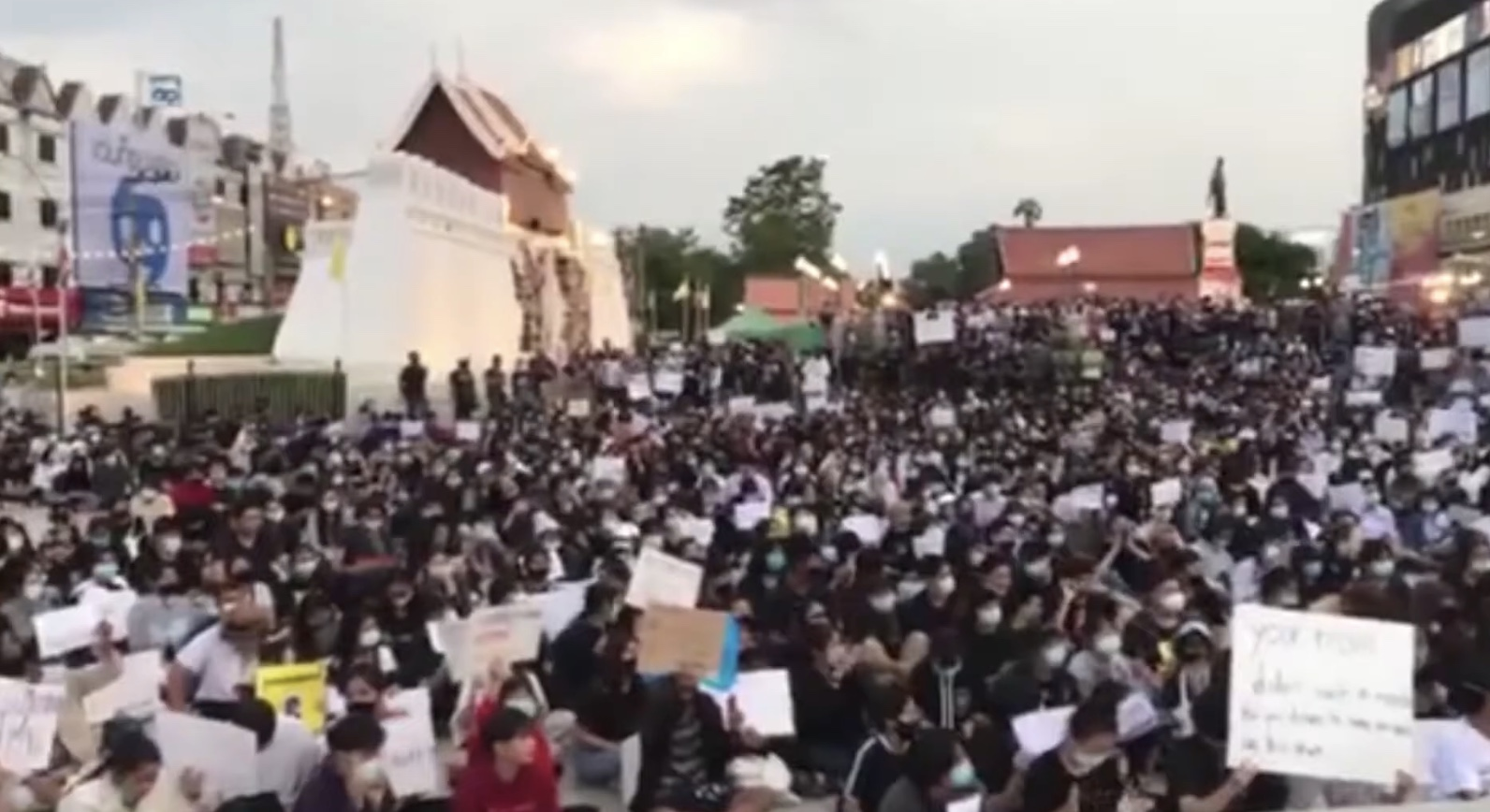
Сидячая демонстрация в провинции Накхонратчасима 24 июля

После 18 июля протесты вскоре распространились по стране. Первые были в провинциях Чиангмай и Убонратчатхани 19 июля. К 23 июля демонстрации прошли более чем в 20 провинциях. Одна из крупнейших прошла в провинции Махасаракхам 23 июля, хэштег акции #IsanSibothon быстро занял первое место в национальном Твиттере, а в провинции Накхонратчасима 24 июля акция протеста была одной из самых многочисленных.
27 и 29 июля тайцы в Париже, Нью-Йорке и Лондоне также протестовали против правительства Праюта.
25 июля группа ЛГБТ-активистов «Сери Той» (отсылка к «Сери Тай» — Свободный Таиланд) провела демонстрацию у Монумента демократии, призывая к легализации однополых браков в дополнение к трём требованиям.
26 июля у Монумента демократии было организовано мероприятие под названием «Беги, Хамтаро». Начавшись с акции протеста в школе Триам Удом Сукса в Бангкоке, позже распространилось в Твиттере и собрало в итоге на улицах около 3000 человек.

#### Требования реформы монархии и продолжение протестов
Десять требований реформы монархии:

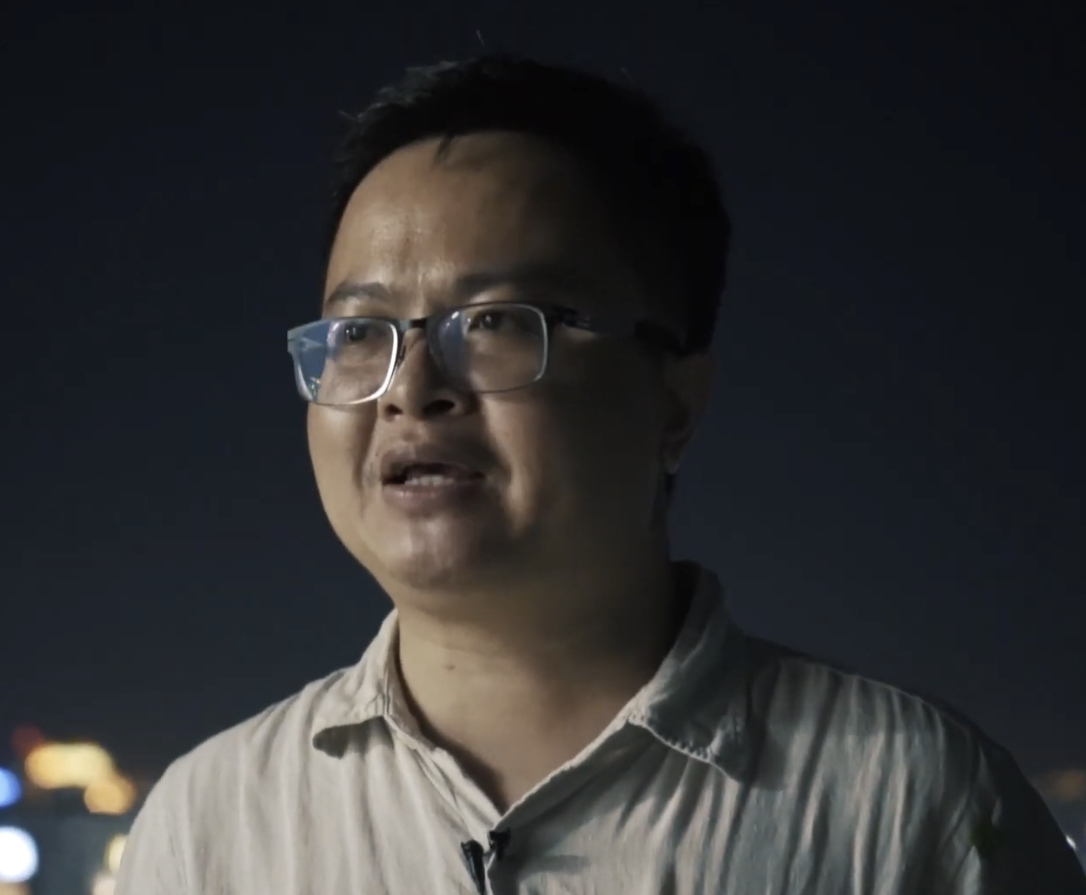
Юрист Анон Нампа был арестован за выступление о реформе монархии

1. Отменить иммунитет короля от судебных исков.
2. Отменить закон об оскорблении величества, объявить амнистию каждому преследуемому по данной статье человеку.
3. Разделить личное и королевское имущество монарха.
4. Уменьшить бюджет, выделяемый на содержании монархии.
5. Отменить королевские офисы и ненужные подразделения, например Тайный совет.
6. Открыть активы монархии для аудита.
7. Лишить короля права давать публичные политические комментарии.
8. Прекратить пропаганду, выстроенную вокруг короля.
9. Расследовать убийства комментаторов или критиков монархии.
10. Запретить королю одобрять будущие перевороты.

3 августа состоялась демонстрация на тему Гарри Поттера, к которой присоединились 200 человек, в ходе которой Анон Нампа выступил с публичной речью, в которой открыто критиковал монархию и потребовал внесения поправок в увеличивающиеся королевские прерогативы и в закон «Об оскорблении величества». Пол Чемберс, политолог из Юго-Восточной Азии, отметил: «Такая открытая критика монарха Таиланда со стороны "неэлит" в общественном месте в Таиланде, когда полиция просто стоит рядом, — первая в истории Таиланда». Полиция арестовала Анона и ещё одного лидера «Свободной молодёжи» 8 августа.
7 августа контролирующая организация iLaw начала кампанию в формате петиции, чтобы собрать 50 000 подписей для внесения поправок в Конституцию 2017 года и создать выборное конституционное собрание.
10 августа Координационный центр профессионально-технических студентов по защите национальных учреждений (КЦПТС) организовал встречный протест, который обвинил протестующих в манипулировании с целью изменения существующего строя. Группа также пообещала создать свои отделения во всех провинциях и использовать подход социального давления, чтобы отговорить движение от изменений основного закона страны. Позднее тем же вечером в университете Таммасат, в кампусе Рангсит в провинции Патхум Тани, прошёл митинг под названием «ธรรมศาสตร์ จะ ไม่ ทน». (букв. Таммасат не потерпит.). Всего около 3000 человек выступили под лозунгом «Мы не хотим реформ, мы хотим революции». На этом же мероприятии были объявлены десять требований реформирования монархии. По данным AP, протестующие неоднозначно отреагировали на требования.
14 августа BBC Thai сообщила, что протесты, связанные со «Свободной молодёжью», прошли в 49 провинциях, а в 11 провинциях наблюдалась активность, связанная с группами сторонников действующего режима. В тот же день был арестован студенческий активист Парит «Пингвин» Чиварак, после чего сотрудники Human Rights Watch призвали немедленно освободить его и снять все обвинения со всех активистов.
16 августа у Монумента демократии состоялось большая акция, к которой присоединились около 20 000 – 25 000 человек, и на нём вновь прозвучали призывы к пересмотру конституции и реформам монархии.
18 августа около 400 членов «Плохих студентов» провели митинг у Министерства образования, призывая к отставке правительства. Группа публично выразила недовольство министром образования Натафолой Тепсуваном, бывшим лидером Комитета народно-демократической реформы (группа организовавшая протесты 2013-14 годов).
20 августа в Накхонратчасиме и Кхонкэне прошли две крупномасштабные студенческие акции протеста с участием примерно 1000 человек в каждом городе. Активисты объявили о «крупном митинге», запланированном на 19 сентября 2020 года в кампусе Тха Прачан университета Таммасат.

#### Формальное представление требований и реакция

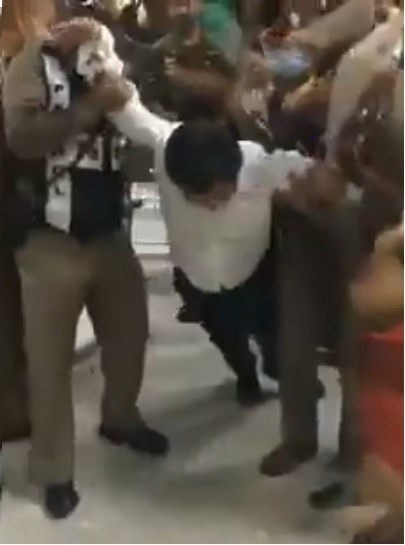
Арест Анона Нампы 7 августа

26 августа студенческие группы представили в Палату представителей документы, в том числе 10 требований о реформе монархии. В тот же день были арестованы два лидера группы «Свободная молодёжь». Впоследствии оппозиция и коалиция представили предложения о внесении поправок в конституцию, в том числе о внесении поправок в положение, регулирующее процедуру внесения поправок в конституцию.
27–28 августа около 15 000 человек собрались у Мемориала 14 октября на первую ночную акцию протеста, организованную группой «Мы друзья». 28 августа 15 антиправительственных активистов с митинга 18 июля прибыли для предъявления обвинений.
5 сентября около 300 членов группы «Плохие студенты» выступили с протестом перед Министерством образования в связи с их тремя требованиями, а именно прекращением притеснений со стороны правительства, реформированием устаревших нормативных положений и реформированием всей системы образования, предъявив ультиматум Министерству образования. В противном случае министр должен уйти в отставку. Несколько дней спустя между группой «Плохие студенты» и министром образования Натафолом Тепсуваном прошли дебаты, в ходе которых представитель студентов поднял вопросы ограничения свободы политического выражения, произвольных физических наказаний, а также неспособности защитить студентов от "сексуальных хищников". Министр согласился с некоторыми вопросами, но отверг некоторые моменты, например отказ от формы.
13 сентября комитет Палаты представителей по политическому развитию, массовым коммуникациям и участию общественности ответил на требования протестующих, согласившись организовать форум для диалога, назначенный на 22 сентября, после запланированной 19 сентября акции протеста в университете Таммасат, для обсуждения их предложений, включая реформу монархии, которая рассматривается впервые в современную эпоху в парламенте.

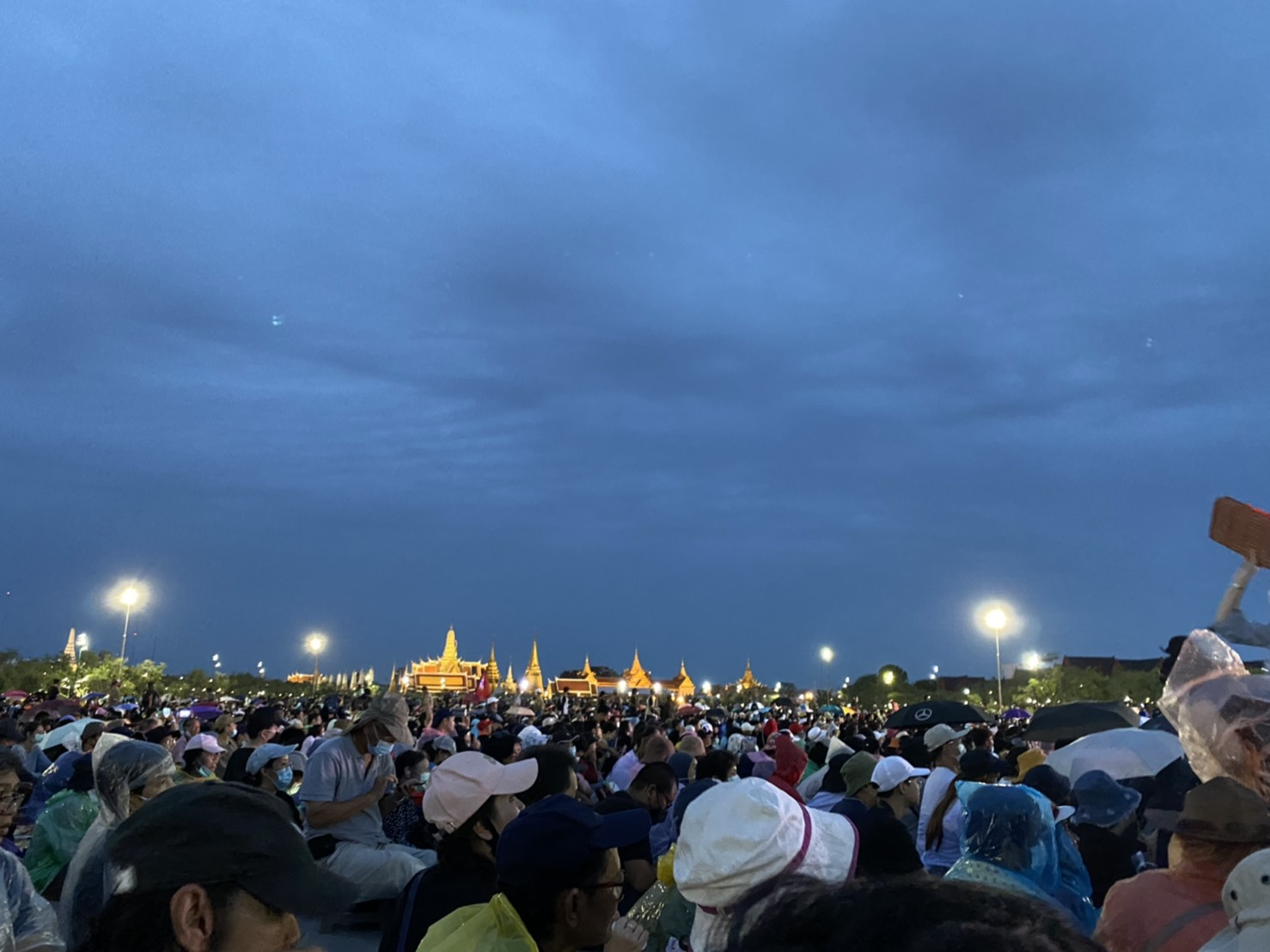
Демонстрация на площади Санам Луанг вечером 19 сентября

На митинге, который был назван одним из крупнейших протестов за последние годы, 19 сентября протестующие собрались в университете Таммасат после того, как ворота университета были открыты в результате противостояния. Протестующие заняли площадь Санам Луанг во второй половине дня и остались там на ночь, при этом на митинг пришли до 100 000 демонстрантов, в то время как полиция мобилизовала более 10 000 офицеров. 20 сентября протестующие установили мемориальную доску, символизирующую демократию, в Санам Луанг, которая должна стать преемником оригинальной мемориальной доски, установленной на Королевской площади во время сиамской революции 1932 года, которая в свою очередь исчезла в 2017 году. Протестующие перешли от изначально заявленной цели о шествии к Дому правительства, который был сильно забаррикадирован, и вместо этого представили свои требования президенту Тайного совета через начальника столичного полицейского управления перед тем как разойтись. Сообщений о насилии не поступало, а лидер протеста Парит Чиварак призвал к всеобщей забастовке 14 октября в ознаменование тайского народного восстания 1973 года. Мемориальная доска была демонтирована полицией менее чем через 24 часа после её установки, однако с тех пор она распространилась как онлайн-мем. Некоторые международные СМИ описали митинг как открытый вызов правлению Вачиралонгкорна, а против лидеров протеста были поданы жалобы, включая обвинение в оскорблении величества.
23 сентября проправительственная группа «Тай Пхакди» (Thai Phakdee) представила в Сенат непроверенный список из 130 000 имён людей, которые, по её словам, выступали против реформы конституции. 24 сентября парламент проголосовал за создание исследовательского комитета, фактически отложив запланированное голосование по поправке к конституции как минимум на месяц. Недовольство побудило хэштег #RepublicofThailand занять первое место в Twitter страны, где было опубликовано более 700 000 ретвитов, что стало первым массовым публичным выражением республиканских настроений в стране.
29 сентября Прают Чан-Оча приказал государственным органам предоставить доказательства по делу о государственной измене, возбуждённому в связи с митингом 10 августа, которое включало требования о реформе монархии. Сообщается, что провластный активист Натапорн Топраюн (ранее подававший петицию против «Партии будущего») надеялся, что решение суда положит конец дальнейшему обсуждению такой реформы в ходе протестов и проложит путь для судебного преследования сторонников движения.
2 октября протестная группа средних школ «Плохие ученики» организовала акции протеста в школах Бангкока в знак протеста против жестокого обращения со школьниками, а затем собралась в Министерстве образования, чтобы снова призвать к отставке министра образования.

#### Протесты в условиях чрезвычайного положения

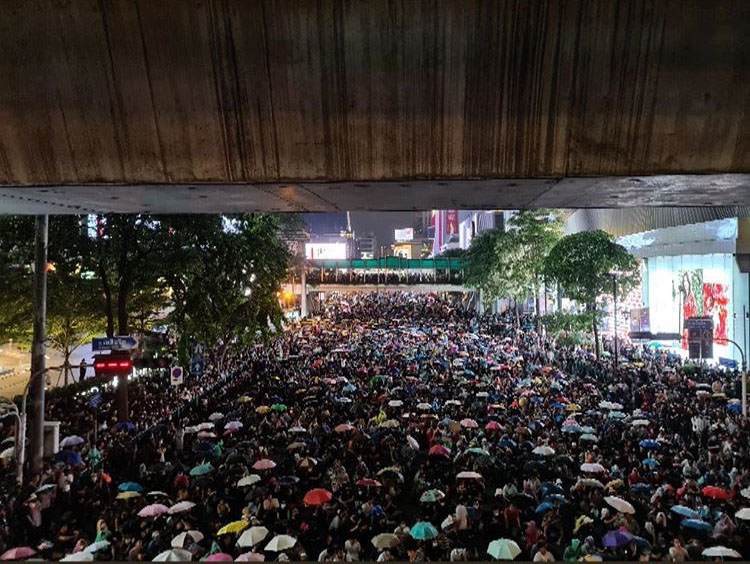
Акция протеста 15 октября на перекрестке Ратчапрасонг

13 октября небольшая группа протестующих собралась на проспекте Ратчадамноен возле Монумента демократии в знак протеста против проезда кортежа короля. Пока проезжал королевский кортеж, протестующие подняли трёхпальцевый салют (символ протеста в Таиланде) из фильма «Голодные игры». 21 протестующий был задержан, а акция стала заметным инцидентом открытого несогласия с тайской монархией. В Твиттере появился хэштег, оскорбляющий короля.
14 октября, в годовщину тайского народного восстания 1973 года, у Монумента демократии начался спланированный митинг с последующим шествием к Дому правительства и с целью потребовать отставки Праюта. Посольство Соединённых Штатов и Организация Объединенных Наций в Бангкоке предупредили свой персонал о повышенном риске. Власти приказали ввозить «контрпротестующих» на муниципальных транспортных средствах. Когда им сказали, что они собираются участвовать в провокации, некоторые впоследствии присоединились к протестам. Роялисты, в том числе «Thai Pakdee» («Лояльные тайцы») и Организация по сбору мусора, начали контрпротесты и пообещали заблокировать марш протестующих к Дому правительства. Позже в тот же день десятки тысяч мирных протестующих, некоторые под историческим флагом Кхана Ратсадон («Народная группа»), приняли участие в митинге, отмеченном жестокими нападениями на протестующих со стороны роялистов. Далее демонстранты двинулись к Дому правительства и разбили вокруг него лагерь. Акция протеста совпала с запланированной королевской прогулкой по городу, которой протестующие отказались препятствовать Thai protesters confront royals in Bangkok visit. Кортеж официально не объявлен, так как запланированный маршрут пролегал по другому проспекту. Между тем, Прают приказал возбудить иск против протестующих, якобы блокирующих кортеж. Анон Нампа обвинил власти в умышленном проезде кортежа через место проведения митинга. Он также дал оценку количества протестующих в 200 000 участников до полуночи.
15 октября власти объявили «серьёзное» чрезвычайное положение с 04:00 по местному времени, запретили собрания из более чем пяти человек и разогнали протесты с помощью полиции. В результате были задержаны 20 демонстрантов, в том числе три лидера протеста. Власти ввели запрет на любые тревожащие материалы в СМИ. Трое высокопоставленных полицейских были отправлены расследовать происшествие с кортежем. Десятки тысяч протестующих приняли участие в запланированной акции протеста в 16:00 на перекрестке Ратчапрасонг. Ещё двадцать демонстранотов были арестованы, но движение пообещало продолжить протесты, используя тактику флешмоба. Правительство заявило, что создаст командный центр чрезвычайного положения. В течение дня для охраны Дома правительства и парламента были отправлены сотни военнослужащих, что вызвало тревогу у оппозиционного депутата, напомнившего о днях, предшествовавших перевороту 2014 года. Оппозиционные партии потребовали отмены Указа о чрезвычайном положении и проведения внеочередной сессии парламента. Двое активистов были арестованы по обвинению в попытке совершения «акта насилия против свободы короля», что может повлечь за собой пожизненное заключение, но очевидцы подтвердили, что они только кричали на кортеж. Группа юридической помощи сообщила, что с 13 по 15 октября было арестовано не менее 51 человека.
16 октября кабинет министров подтвердил введение чрезвычайного положения на месяц, сохранив за собой право ввести комендантский час и военное положение. Замечание Праюта о протестующих «не будьте беспечны, потому что люди могут умереть сегодня или завтра [...] Не шутите с могущественным Мрачным Жнецом», перефразированное из учения Будды, некоторые протестующие восприняли как угрозу убийства от тирана. Около 2000 невооруженных демонстрантов, в основном подростков, собрались на перекрестке Патум Ван и всего через два часа были разогнаны полицией. Сообщается, что использовались водометы высокого давления с водой, наполненной химикатами, и слезоточивым газом. Лидер оппозиционной партии «Движение вперёд» Пита Лимджароенрат безуспешно пытался попросить полицию эвакуировать раненых. Командующий столичной полиции сообщил, что арестовано не менее 100 человек. Протестующие пообещали продолжить мирные акции. Через несколько часов после разгона студенты из многих университетов по всей стране провели в ответ экстренные акции протеста. Некоторые правые деятели использовали видео AFP, в котором полицейского в полном костюме били клещами, чтобы задаться вопросом, были ли протестующие безоружны.
17 октября около 23 000 человек участвовали в митинге, в основном на трёх разных площадках в Бангкоке и на нескольких небольших площадках, несмотря на приказ правительства о закрытии общественного транспорта. Протесты также прошли как минимум в шести других городах Таиланда. Протестующие в Лат Пхрао выкрикивали лозунги вроде «Прают, уходи». Акция протеста закончилась в назначенное время — 20:00. Двое демонстрантов, арестованных 15 октября, были освобождены под залог по обвинению в попытке причинения вреда королю.
18 октября несколько многотысячных антиправительственных мирных акций протеста прошли без участия лидеров, которых ранее задержали полицейские, в Бангкоке пятый день подряд, несмотря на указ о запрете на собрания группами более пяти человек. Акции состоялись также ещё в 20 населённых пунктах по всему Таиланду. Наиболее крупные из них прошли в городах Чиангмай, Аюттхая и Кхон Каен.
19 октября толпы протестующих собрались в трёх местах в северных пригородах Бангкока, в том числе близ следственной тюрьмы Бангкока, где содержались многие задержанные активисты, арестованные за участие в акции протеста. Правительству также были предъявлены два требования: освободить активистов без преследования и отменить указ о чрезвычайном положении в течение 24 часов.
20 октября, после того как правительство пригрозило закрыть страницы протестных групп в Facebook и Telegram, ведущее движение протестующих, «Свободная молодёжь», объявила о «большом сюрпризе» намеченном на 18:00 (протестующие на улицах одновременно салютовали тремя пальцами и разошлись по домам на сутки, чтобы набраться сил для большого митинга).
21 октября на проправительственной странице в Facebook были опубликованы фотографии с марша бюрократов, выражающих верность королю. В вечернем выступлении по телевидению Прают Чан-Оча предложил обеим сторонам ослабить эскалацию и урегулировать свои разногласия в рамках парламентского процесса. Он предложил незамедлительно отменить чрезвычайное положение в Бангкоке, если не будет дальнейшего насилия, и попросил протестующих снизить уровень своей риторики. Собравшись ранее в тот же день у Монумента Победы, тысячи людей прошли маршем 4 км до Дома правительства и вручили Праюту заявление об отставке, пообещав отступить, если он покинет свой пост в течение трёх дней и отклонит все судебные иски против лидеров протеста. В тот же день протестующие и группа контрпротестующих-роялистов в жёлтых рубашках столкнулись в университете Рамкамхенг, когда последние пересекли линию оцепления полиции и напал на демонстрантов, в результате чего один студент был ранен и был составлен протокол обвинения. На следующий день Прают отменил режим чрезвычайного положения на том основании, что «серьёзность ситуации уменьшилась».
По истечении ультиматума, 24 октября, после того как Прают не ушёл в отставку, ведущие протестующие движения пообещали возобновить уличные акции. В свою очередь, премьер-министр Прают Чан-Оча назначил экстренную сессию парламента на 26-27 октября. 25 октября протестующие в Бангкоке собрались у торгового центра Central World и потребовали от премьер-министра страны немедленно уйти в отставку, а также отпустить всех задержанных оппозиционных лидеров. Помимо столицы демонстрации прошли в провинциях Лопбури, Самутпракан, Чонбури, Прачинбури, Наратхиват, Транг и Сураттхани, а также в Японии и Южной Корее. Демонстранты предпочли, чтобы правительство проявило добросовестность и ушло в отставку, прежде чем выступать за поправки. В результате премьер-министр заявил, что правительство представит законопроект о поправке к Конституции и будет создан комитет по примирению для разрешения политического конфликта.

#### Продолжение протестов против монархии
26 октября протестующие прошли маршем к посольству Германии в Бангкоке с просьбой к правительству Германии расследовать деятельность короля в Германии, если он осуществлял свои полномочия с немецкой земли.
2 ноября неизвестный бросил петарду на митинге протеста в Бангкоке. 3 ноября у министерства цифровой экономики и общества прошла демонстрация протеста против блокировки сайта Pornhub. Некоторые пользователи сети считают, что запрет был вызван тем, что на сайте размещены компрометирующие материалы о королевской семье, включая самого короля. 7 ноября в Бангкоке более 1000 активистов ЛГБТ-сообщества и антиправительственных протестующих собрались на прайде, чтобы потребовать равных прав наряду с другими требованиями.
8 ноября около 10 000 протестующих прошли маршем от Монумента демократии к Большому дворцу, чтобы доставить свои письма королю. Протестующие настаивали на том, что их требование реформирования монархии уже являются лучшим компромиссом, который они могут предложить. На митинге было задействовано более 9000 полицейских. Собрание было в основном мирным, но полиция применила водомёты во второй раз за многомесячные протесты. По данным столичного центра скорой медицинской помощи, инцидент, хотя и был непродолжительным, причинил пять травм, в том числе одному полицейскому. Письма протестующих были оставлены снаружи Бюро королевского двора. После этого власти опубликовали фотографию протестующего, бросающего в полицию «что-то вроде огненного предмета», пытаясь изобразить движение как насильственное, но протестующий сказал, что это была дымовая шашка.
9 ноября протестующий напал на российского эмигранта в Паттайе и обвинил его в том, что он назвал протестующих «мусором». 10 ноября Прают призвал к спокойствию «со всех сторон» и заявил, что правительство не «принимает чью-то сторону». Многие продемократические активисты были арестованы во время участия в протестах, но никаких известных арестов во время роялистских демонстраций не производилось.
14 ноября около 20 протестующих групп – от старшеклассников, организаций за права женщин до активистов ЛГБТ – собрались на мероприятии под названием «Mob Fest».
17 ноября Сенат и Палата представителей начали двухдневное совместное заседание для рассмотрения изменений в конституции. В тот же день не менее 55 человек пострадали в результате столкновений протестующих у парламента с полицией и роялистами в жёлтых рубашках. Полиция использовала против демонстрантов слезоточивый газ и водомёты. Шесть человек также получили огнестрельные ранения. На второй день законодатели отклонили пять из семи предложений о внесении поправок в конституцию, в том числе предложение, представленное «Диалогом о реформе законодательства в Интернете», или iLaw, за которое протестующие и выступали.
18 ноября, возмущённые отклонением внесённого народом законопроекта о конституции и применением силы накануне, тысячи протестующих собрались у штаб-квартиры Королевской полиции Таиланда и разбрызгивали граффити в районе. 19 ноября полицейские и проправительственные волонтёры бросились отчищать стены, чем заслужили благодарность от Праюта. 21 ноября старшеклассники возглавили колонну из тысяч протестующих в Бангкоке. В дополнение к общим протестным темам, связанным с реформой правительства и монархии, старшеклассники призывали к большей свободе и справедливости в системе образования.
25 ноября более 10 000 протестующих собрались у штаб-квартиры Siam Commercial Bank (SCB) на севере Бангкока, где король является крупнейшим акционером, чтобы потребовать расследования подозрительного обогащения короля. Полиция усиленно забаррикадировала территорию контейнерами, бетонными заграждениями и колючей проволокой. Накануне власти Таиланда приказали 12 лидерам протестов явиться 1 декабря в правоохранительные органы, где им намереваются предъявить обвинения, в том числе в оскорблении Его величества. Известный тайский учёный-роялист Сулак Шиваракса осудил Праюта за использование закона об оскорблении Его величества и призвал к отстранению премьер-министра от должности. По крайней мере двое протестующих были ранены в результате взрыва и перестрелки поздно ночью. Полиция обвинила самих студентов в беспорядках.
27 ноября около 5 000 протестующих присоединились к учениям по борьбе с переворотом на перекрётске Лат Пхрао в северном Бангкоке. Лидер протеста Панупонг «Майк Районг» Яднок призвал людей парковать автомобили на ключевых перекрёстках Бангкока в случае переворота, чтобы воспрепятствовать передвижению военных.
29 ноября тысячи протестующих направились к казармам, требуя от короля передать контроль над некоторыми армейскими полками. Рядом с казармой 11-го пехотного полка (одно из двух армейских подразделений, которые король поставил под своё прямое командование в 2019 году) протестующие брызнули красной краской на землю, ссылаясь на смертоносное подавление армейскими частями демонстраций антиправительственных краснорубашечников в 2010 году. Впоследствии протестующие были заблокированы у ворот войсками в противогазах и шлемах.
2 декабря Конституционный суд вынес решение в пользу Праюта по делу о конфликте интересов в связи с использованием им военного жилья. Бывший командующий армией жил в военной резиденции после ухода из армии в 2014 году, через несколько месяцев после того, как он возглавил переворот. Тысячи протестующих собрались на перекрестке Лат Пхрао, чтобы опротестовать решение.
7 декабря «Свободная молодёжь» начала кампанию «Восстановите Таиланд», подчеркивая важность фермеров и рабочих. Использование ими знамени с серпом и молотом вызвало критику за его связь с коммунизмом. Многие студенческие лидеры дистанцировались от группы, опасаясь, что это отпугнёт новых протестующих.
10 декабря активисты-демократы собрались у офиса ООН в Бангкоке и подняли плакат с надписью «Отменить Закон об оскорблении Его величества». Представители были допущены в здание, чтобы передать письмо, в котором они просили ООН оказать давление на правительство Таиланда с целью отмены законов об оскорблении Его величества, которые, по их словам, используются для подавления свободы слова. Сотни протестующих также собрались у Мемориала 14 октября 1973 года, который увековечивает память сторонников демократии, погибших во время военной бойни в 1973 году, они подняли салют из трёх пальцев и призвали «Отменить 112», ссылаясь на сатью уголовного кодекса о Его величестве. Накануне митинга лидеры протеста провели пресс-конференцию у Мемориала 14 октября 1973 года.
После пяти месяцев акций протестное движение прекратилось в конце декабря перед Новым годом, что также совпало со вспышкой COVID-19 в стране. Лидеры протеста заявили, что необходимо взять перерыв.

### Третья волна
После того, как протестующие взяли перерыв в декабре 2020 года и январе 2021 года, Таиланд пострадал от второй волны пандемии COVID-19. Во время перерыва в уличном движении активисты продолжили высказывать своё мнение в Интернете, а известные лидеры столкнулись с судебными баталиями. В период с ноября по декабрь 2020 года 38 человек были обвинены в оскорблении Величества. Один из студентов был арестован в своём общежитии в 3 часа ночи 14 января 2021 года, что привело к внезапной акции протеста в местном отделении полиции.
16 января 2021 года пятеро протестующих во время экстренной акции протеста, направленной против закона о Величестве, были арестованы полицией по борьбе с массовыми беспорядками, что ознаменовало собой первую уличную акцию протеста в новом году. В тот же день был похищен член протестной группы, который позже был обнаружен 17 января. По словам самого активиста, несколько полицейских совершили преступление, когда его затолкали в фургон и увезли в неизвестном направлении.
1 февраля в ответ на военный переворот в соседней Мьянме протестующие организовали мероприятие около посольства Мьянмы в Бангкоке, в результате которого были арестованы три человека. 10 февраля протестующие провели первый за несколько месяцев уличный митинг в знак протеста против задержания четырёх видных активистов, которым, в частности, были предъявлены обвинения в оскорблении Величества. Десять демонстрантов были ненадолго задержаны за развешивание транспарантов.
13 февраля протестующие провели мирную акцию у Монумента демократии и Храма Городского столба. Тем не менее, вечером произошли столкновения между демонстрантами и полицией. На видео было запечатлено, как полицейские топтались по человеку, одетому в форму медика. Ещё одиннадцать активистов были задержаны, а хэштег #ตำรวจกระทืบหมอ («Полиция топает по доктору») вышел в тренды страны.
28 февраля, когда движение попыталось восстановить протестный импульс после перерыва и заключения в тюрьму некоторых лидеров, «Группа восстановления демократии» (переименованная в группу «Свободная Молодёжь») провела мероприятие близ 1-го пехотного полка, где находится резиденция Праюта и штаб-квартира близких телохранителей короля. Стычки между сторонами начались вечером, незадолго до решения о прекращении акции. Некоторые жёсткие демонстранты стояли на своём, бросая предметы в полицию. В ответ полиция применила водомёт, слезоточивый газ и резиновые пули. По данным службы неотложной медицинской помощи Бангкока, ранения получили 10 протестующих и 22 полицейских. Тактика протеста без лидера, использованная там, подверглась критике со стороны других организаторов протеста, которые указали на проблемы с коммуникацией и неспособность к деэскалации. Во время мероприятия неизвестные сотрудники службы безопасности были замечены возле места протеста уже второй раз после события 13 февраля.
17 марта парламент Таиланда проголосовал против двух законопроектов о поправках к конституции после того, как Конституционный суд постановил, что поправка должна сначала пройти референдум.
20 марта группа протестующих под названием REDEM, насчитывающая около 1000 человек, собралась в Санам Луанг перед Большим дворцом в Бангкоке. Место проведения было сильно забаррикадировано транспортными контейнерами. Столкновения начались, когда некоторые протестующие попытались снести баррикаду. В ответ полицейские применили водомёты, слезоточивый газ и резиновые пули. Протестующие в свою очередь начали использовать коктейли Молотова и жгли шины. Журналисты выразили мнение, что реакция правительства была более активной по сравнению с прошлым годом. В ходе столкновений пострадали 33 человека, в том числе 12 полицейских, ещё 32 человека были арестованы.

### Четвёртая волна

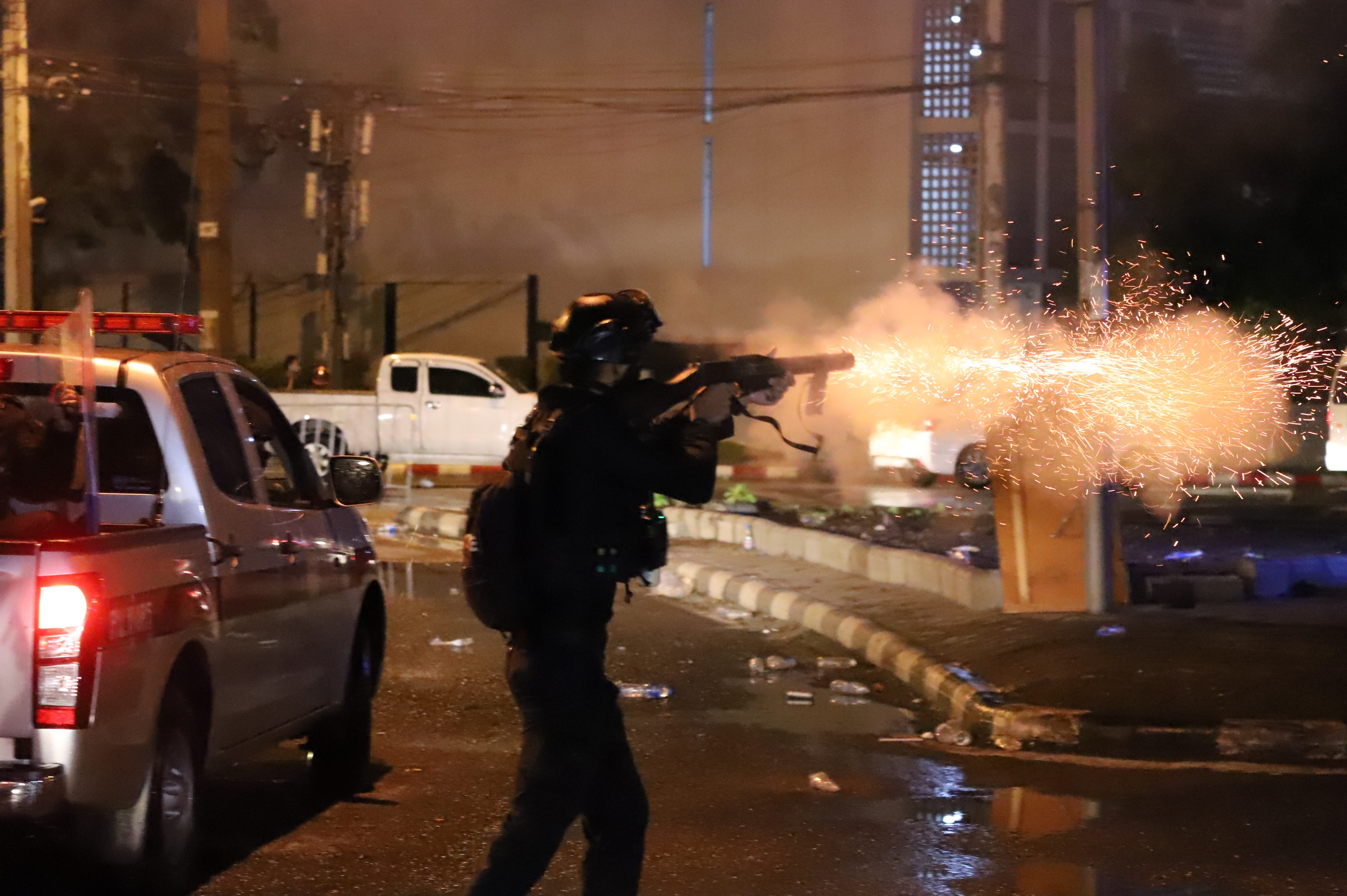
Полицейский открыл огонь по протестующим снарядами со слезоточивым газом в августе 2021

25 июня впервые за несколько месяцев в Бангкоке собрались около 1000 демонстрантов, которые потребовали отставки премьер-министра Таиланда Праюта Чан-Очи и реформы государственного строя. Протестующие обвинили правительство страны в неправильных действиях во время пандемии, приведших к ухудшению экономической ситуации.
3 июля колонны продемократических протестующих во главе с Паритом «Пингвином» Чивараком и демонстрантов, выступающих против неэффективных мер правительства по борьбе с COVID-19, объединились возле Дома правительства в Бангкоке. Несмотря на начавшийся ливень, Чиварак настойчиво продолжал свою речь, хотя количество собравшихся начало постепенно уменьшаться.
19 июля около полутора тысяч демонстрантов попытались прорваться к офису премьер-министра, выступая против правительства, не справляющегося со сдерживанием последствий пандемии и ведущего страну к экономическому кризису. Столкновения протестующих с полицией продолжались несколько часов, силовики для разгона митингующих применяли водомёты, резиновые пули и слезоточивый газ.
1 августа в Таиланде прошёл автомобильный протест против премьер-министра Праюта Чан-Оча и политики его правительства. Акция охватила 30 провинций, а в Бангкоге тысячи автомобилей двигались на большой скорости, соблюдая дистанцию, по 12-полосной улице, занимая все шесть полос. Протест выглядел бы, как обычное плотное автомобильное движение, однако из-за локдауна, действующиего в городе остальные улицы были почти пусты. Кроме того, протестующие постоянно сигналили, хотя в обычное время в Таиланде звуковой сигнал используют очень редко, только в самых крайних случаях. Полиция в ответ применяла гранаты со слезоточивым газом, из-за которых пострадали мотоциклисты. Помимо этого, в столице одновременно прошёл массовый протест водителей такси против локдауна. Сотни автомобилей-такси припарковались с самого утра в два ряда по периметру территории министерства финансов, перекрыв половину проезжей части на прилегающих к министерству улицах.
7 августа десятки тысяч демонстрантов приняли участие в трёх протестных акциях в столице: у Монумента демократии, моста Пхан Фа и в районе перекрестка Динденг. Протестующие выступили против политики правительства по борьбе с пандемией коронавирусной инфекции, а также требовали принятия новой конституции и проведения новых выборов. Ближе к вечеру полицейские начали применять водомёты и гранаты со слезоточивым газом, а позднее открыли огонь резиновыми пулями. Более 100 демонстрантов получили ранения и поражение газом.

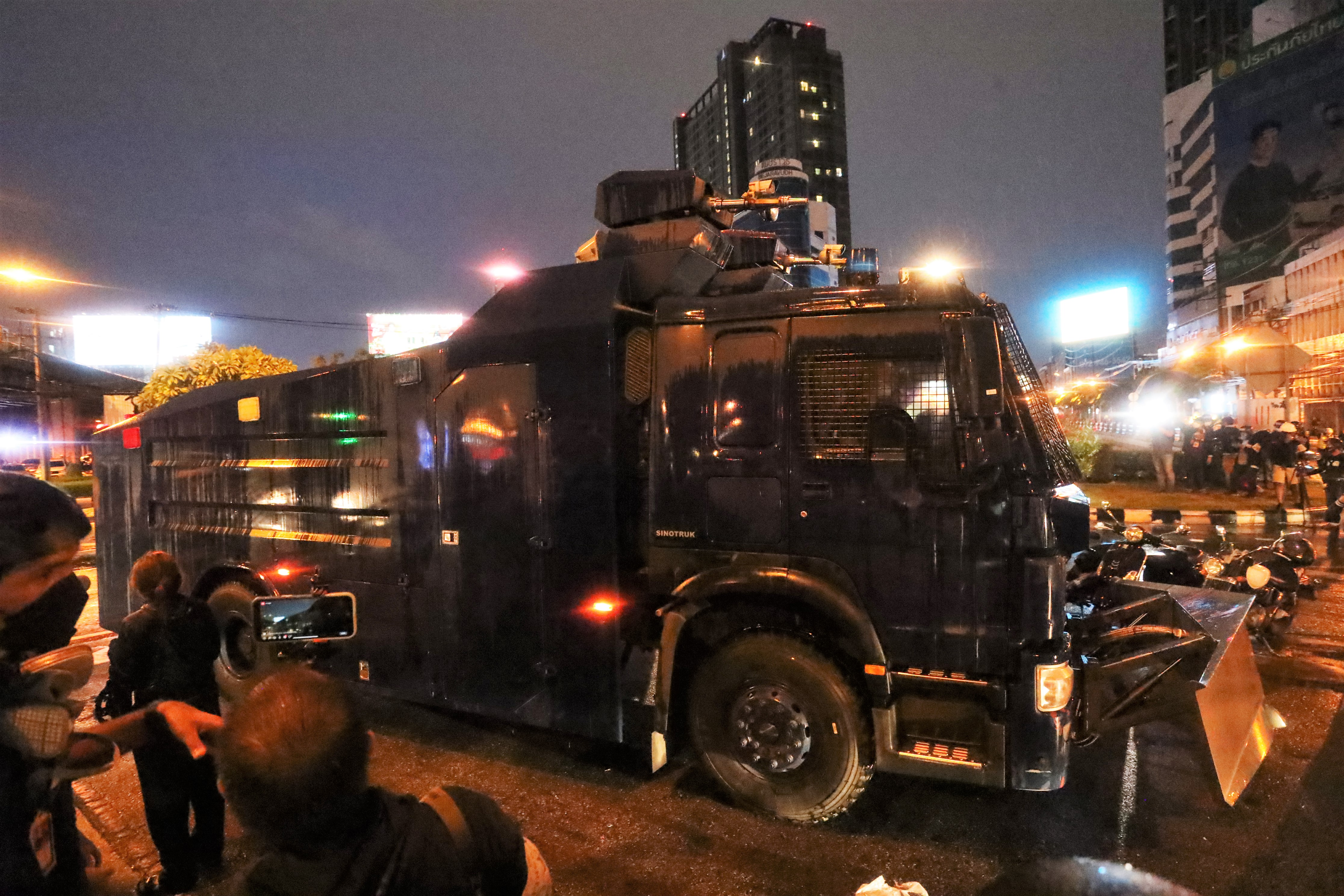
Водомёты на улицах Бангкока в августе 2021

10 августа 2021 года «Автомобильная толпа» во главе с Бенджа Апаном протестовала на перекрёстке Ратчапрасонг. Она заявила перед китайско-таиландским офисом строительной компании, принадлежащей заместителю премьер-министра Анутину Чарнвиракулу, что переворот 2014 года, совершённый премьер-министром Праютом Чан-Оча, принёс пользу только элите. Она раскритиковала неправильную политику правительства по борьбе с пандемией COVID-19, выступила за перезагрузку экономики, отмену конституции хунты, а также за реформы монархии и государственных структур. Полиция применила слезоточивый газ и резиновые пули против активистов, что к вечеру привело к столкновениям, в результате которых была сожжена полицейская будка.
11 августа протесты продолжились. Тысячи людей на улицах столицы требовали увеличить финансирование борьбы с пандемией и отправить в отставку премьер-министра. На центральных улицах обе стороны возвели баррикады, а десятки демонстрантов были задержаны.
16 августа тысячи людей заблокировали автомобильное движение в Бангкоке в знак недовольства проводимой политикой правительства Праюта Чан-Оча. Заблокированными оказались все дороги, ведущие в пригороды и трасса, которая соединяет столицу с северными и северо-восточными провинциями. 17 и 18 августа столкновения протестующих с полицией продолжились.
19 августа тысячи протестующих собрались у Монумента демократии в Бангкоке, а затем колонна двинулась по улицам. Вскоре начались столкновения с полицией, которая применила слезоточивый газ и грубую силу. Демонстранты в ответ кидали камни и бутылки в силовиков. Столкновения прекратились глубокой ночью, а уже утром митингующие устроили сидячую забастовку у Монумента демократии.
23 августа в Бангкоке вновь произошли столкновения митингующих с полицией. Демонстранты перекрывали улицы столицы, а полицейские применили слезоточивый газ, светошумовые гранаты и водомёты. Около 35 человек было задержано.
Со 2 сентября в стране продолжились протесты. 4 сентября оппозиция в Таиланде не смогла добиться отставки правительства в парламенте. За вотум недоверия против премьер-министра Праюта Чан-Очи и пятерых министров выступили чуть больше половины депутатов, однако этого не хватило.
7 сентября десятки тысяч человек вышли на улицы с требованием отставки правительства и премьер-министра из-за их неудачной политике по борьбе с пандемией. Полицейские применили слезоточивый газ и открыли огонь резиновыми пулями по демонстрантам.
31 октября десятки тысяч протестующих вышли на улицы Бангкока с требованием отменить статью 112 УК Таиланда об оскорблении величества из-за политического преследования активистов, выступающих за демократические реформы, по этой статье.

## Общественное мнение
Национальный опрос Университета Суан Дусит, проведённый 16–21 августа с участием 197 029 человек, показал, что 59,1% опрошенных считают, что студенты выдвигают требования, допустимые в условиях демократии, 62,8% согласны с требованием реформы Конституции и 53,9% согласны с тем, что премьер-министр Прают Чан-Оча должен уйти в отставку или распустить парламент, а 59,5% согласны с тем, что правительство должно перестать запугивать людей. В целом протесты поддержали 53,7% против 41,2%.